# Débora Andollo
Débora Andollo (née le 9 mai 1967, à La Havane) est une sportive cubaine spécialisée en natation et instructeure en plongée sous-marine. Elle mesure 1,63 m.
Grâce à sa capacité pulmonaire exceptionnelle (6 litres), elle fut la seule femme au monde capable de descendre à plus de 74 mètres en apnée libre, en juillet 2001. 
La Cubaine Débora Andollo a établi 16 records du monde dans les quatre modalités d’immersion en apnée. Elle a même établi un record du monde valable pour les deux sexes pour l’immersion en apnée.
Débora Andollo a commencé sa carrière sportive dans la sélection nationale cubaine de nage synchronisée, dont elle fut membre pendant douze ans, jusqu’en 1991. C’est précisément en 1991 qu’elle fait sa première immersion en apnée libre et descend à 30 mètres. L’année suivante, elle bat le record du monde que détenait alors l’Italienne Roxana Mallorca.
Débora Andollo, mariée et mère d’un enfant, réside actuellement à La Havane et elle préside la Fédération cubaine des Sports Aquatiques.

## Records
| Les records du monde établis par Débora Andollo             | Les records du monde établis par Débora Andollo | Les records du monde établis par Débora Andollo |
| Record et modalité                                          | Date                                            | Lieu                                            |
| ----------------------------------------------------------- | ----------------------------------------------- | ----------------------------------------------- |
| 50 m en apnée libre                                         | Mai 1992                                        | Varadero, Cuba                                  |
| 60 m en poids constant                                      | Novembre 1992                                   | Isla de la Juventud, Cuba                       |
| 52 m en apnée libre                                         | Mai 1993                                        | Varadero, Cuba                                  |
| 61 m en poids constant                                      | Juin 1993                                       | Cayo Largo, Cuba                                |
| 80 m en poids variable réglementé                           | Février 1994                                    | Isla de la Juventud, Cuba                       |
| 60 m en apnée libre                                         | Novembre 1995                                   | Isla de la Juventud, Cuba                       |
| 85 m en poids variable réglementé                           | Novembre 1995                                   | Isla de la Juventud, Cuba                       |
| 110 m No Limits                                             | Mai 1996                                        | Isla de la Juventud, Cuba                       |
| 62 m en poids constant                                      | Octobre 1996                                    | Sardaigne, Italie                               |
| 90 m en poids variable réglementé                           | Juillet 1997                                    | Sardaigne, Italie                               |
| 65 m en poids constant                                      | Décembre 1997                                   | Isla de la Juventud, Cuba                       |
| 95 m en poids variable                                      | Juillet 2000                                    | Parghelia, Italie                               |
| 115 m No Limits                                             | Juillet 2000                                    | Parghelia, Italie                               |
| 100 m lastre variable                                       | Juillet 2002                                    | Parghelia, Italie                               |
| Record du monde absolu établi par la Cubaine Débora Andollo |                                                 |                                                 |
| 74 m en apnée libre                                         | Juillet 2001                                    | Isla de la Juventud, Cuba                       |

Note : Tous ces records ont été officiellement homologués par la Confédération mondiale des activités subaquatiques (CMAS) et  l‘Association internationale pour le développement de l'apnée (AIDA) et certifiées devant notaire public.